# Microdesmis
Microdesmis es un género perteneciente a la familia de las Pandaceae con 14 especies de plantas nativas de África y Malasia. 

## Especies
| - Microdesmis afrodecandra - Microdesmis camerunensis - Microdesmis caseariaefolia - Microdesmis haumaniana - Microdesmis kasaiensis - Microdesmis keayana - Microdesmis klainei | - Microdesmis magallanensis - Microdesmis paniculata - Microdesmis philippinensis - Microdesmis pierlotiana - Microdesmis puberula - Microdesmis yafungana - Microdesmis zenkeri |

## Sinonimia
- Tetragyne Miq., Fl. Ned. Ind., Eerste Bijv.: 463 (1861).
- Worcesterianthus Merr., Philipp. J. Sci., C 9: 288 (1914).[2]